# Peter Charles Harris
Pour les articles homonymes, voir Harris.
Peter Charles Harris (10 novembre 1865 - 18 mars 1951) était un officier de l'armée de terre américaine (US Army) qui a occupé le poste d'adjudant-général de l'armée américaine de 1918 à 1922.

## Biographie

### Jeunesse
Harris naît le 10 novembre 1865 à Ringston, en Géorgie. Il fréquente l'Académie militaire des États-Unis, dont il sort diplômé en 1888,. Parmi ses camarades de classe figurent plusieurs hommes qui, comme Harris lui-même, atteindront un jour le rang d'officier général, tels que James W. McAndrew, William M. Morrow, William Robert Dashiell, Robert Lee Howze, Peyton C. March, Eli Alva Helmick, Henry Jervey Jr., William Voorhees Judson, John Louis Hayden, Edward Anderson, William H. Hart, Charles Aloysius Hedekin et William S. Peirce.

### Carrière militaire
Il reçoit une commission pour le 13e régiment d'infanterie (13th Infantry Regiment). Il sert également dans le 9e régiment d'infanterie (9th Infantry), le 10e régiment d'infanterie (10th Infantry) et le 24e régiment d'infanterie (24th Infantry).
Il participe à la bataille de San Juan Hill et au siège de Santiago de Cuba pendant la guerre hispano-américaine.
Il sert aux Philippines de 1899 à 1900, de 1905 à 1907, et du 21 mai 1907 au 13 avril 1908.
Il suit les cours de l'école d'infanterie et de cavalerie de Fort Leavenworth, au Kansas, et est diplômé de l'Army War College en 1908.
En 1916, il entre au service du bureau de l'adjudant-général. Il est nommé adjudant général de l'armée américaine le 1er septembre 1918.
Il prend sa retraite le 31 août 1922.

### Récompenses
Il reçoit la Army Distinguished Service Medal pour ses services rendus pendant la Première Guerre mondiale :
- - Army Distinguished Service Medal

Le président des États-Unis d'Amérique, autorisé par la loi du Congrès du 9 juillet 1918, a le plaisir de remettre la médaille du service distingué de l'armée au major général Peter Charles Harris, de l'armée des États-Unis, pour services exceptionnellement méritoires et distingués rendus au gouvernement des États-Unis, dans une fonction de grande responsabilité pendant la Première Guerre mondiale. Pendant son service au département de l'adjudant général, le zèle, l'énergie et le jugement du général Harris ont été mis en évidence par les réformes accomplies dans les systèmes d'enregistrement du département de la guerre et de l'armée.
Parmi les autres récompenses et distinctions qu'il a reçues figurent celles de :
Au cours de sa longue carrière militaire, il a également reçu les médailles de service suivantes :
- - Spanish Campaign Medal
- - Philippine Campaign Medal
- - World War I Victory Medal
- - Commandeur de la Légion d'honneur (France)
- - Commandeur de l'Ordre de la Couronne d'Italie[4].

### Décès et héritage
Il meurt au Walter Reed Medical Center à Washington, D.C. le 18 mars 1951, et est enterré au cimetière de Princeton, à Princeton, dans le New Jersey.

## Source
- (en) Cet article est partiellement ou en totalité issu de l’article de Wikipédia en anglais intitulé « Peter Charles Harris » (voir la liste des auteurs).